# تيو آدم
ثيو آدم (بالألمانية: Theo Adam)‏ هو مغني أوبرا وملحن ألماني، ولد في 1 أغسطس 1926 في درسدن في ألمانيا، وتوفي بنفس المكان في 10 يناير 2019.

## وصلات خارجية
- تيو آدم على موقع IMDb (الإنجليزية)
- تيو آدم على موقع مونزينجر (الألمانية)
- تيو آدم على موقع ميوزك برينز (الإنجليزية)
- تيو آدم على موقع أول ميوزيك (الإنجليزية)
- تيو آدم على موقع ديسكوغز (الإنجليزية)